# Citrus deliciosa
Citrus deliciosa
Espèce
Classification phylogénétique
Citrus deliciosa, mandarine à feuille de saule, mandarine de Méditerranée  est un sous-groupe de mandarine (C. reticulata Blanco) aux côtés de C. nobilis, C tangarina, C. unshiu et C. mitis. D'origine inconnue elle est cultivée dans le bassin méditerranéen sous différents noms depuis les années 1800.

## Dénomination
En anglais Willowleaf mandarin, Mediterranean mandarin. Dans la taxonomie Citrus deliciosa (Ten) D. Rivera et al. La mandarine doit son nom à l'espagnol naranja mandarina, orange des mandarins de l'Empire chinois dont les habits d'apparat étaient de couleur oranger vif.  
Michele Tenore qui constitue la collection d'agrumes des Bourbon da Jardin Botanique de Naples décrit en 1840 l'Arancio Mandarino (notre mandarine méditerranéenne) n° 42 Citrus deliciosa dans son catalogue: «arbre épineux, feuilles lancéolées-oblongues, pulpe subacide très savoureuse, zeste jaune-orange». Il la distingue de Citrus nobilis Loreiro «avec lequel on le confond souvent» dont les feuilles sont finement découpées, les fruits petits à pulpe très légèrement rouge. en 1847, l'Institut des Sciences naturelles de Naples précise: «floraison en mai, fructification en décembre et notre habitat en China ?». Par la suite le Citrus deliciosa ou mandarine est donnée cultivée en Sicile (1871, 1874). Elle aurait été présente à Nice en 1850. En 1900 la culture est introduite au Sénégal, en 1902, au Congo.
«La classification systématique du groupe mandarine a subi des changements continus au cours des deux derniers siècles» écrivent Carmine Guarino et al. (1994) dans leur Problematiche Tassonomiche di Citrus deliciosa . Ces auteurs admettent comme synonymes:
- C. nobilis sensu Oliver (1861). Jour. Linn. Soc. Bot. London 5 (Suppl.2): 1-44;
- C. nobilis Lour. var. deliciosa Swingle (1914-17). Citrus and relat. Genera: 366;
- C. reticulata sensu Swingle (1943). Citrus Ind.: 38

mais la synonymie est beaucoup plus vaste chez les taxonomistes.
En 1894, L.C. Trabut place dans les mandarines algériennes «China (Mandarine à feuilles de Saule, Kid Glove). Fruit bien coloré, peau adhérente, fine, modelée sur les tranches; feuilles petites, étroites. Cette variété est surtout cultivée en Louisiane, où elle paraît avoir été introduite d'Italie vers 1850. Elle supporte moins bien le froid que la Dancy qui lui a été substituée».
Mandarinier méditerranéen (Citrus x deliciosa) est le terme admis par Eurostat. Les noms usuels cités de C. delisiosa sont chez Dan A. Kimball (2012) Ba-Ahmed (Maroc), Blida, Boufarik, Bougie (Algérie), Bodrum (Turquie), Nice ou Provence (France), Chiotiko en Grèce .

## Caractères spécifiques deC. deliciosa
L'arbre et le fruit présentent des caractères phénotypiques distincts: L'arbre est étalé et pleureur. Les feuilles sont étroites et lancéolées. Le fruit produit une huile essentielles au parfumée typé.
L'apport de la génomique éclaire les singularités du sous-groupe. En 2006 Noelle A. Barkley et al. sur la base des séquences SSR regroupent parmi la collection de Givaudan à UC Riverside un clade 86 fait de Scarlet Emperor, Mandarine Sanguine Mandarinette et les deux plus proches :Beledy et Willow leaf.
Le séquençage du génome chloroplastique (G. Albert Wu et al. 2015) apporte un éclairage nouveau sur la phylogénie de C. deliciosa. La contribution du pamplemoussier (C. maxima) est de 4.4% ce qui montre une divergence significative par rapport à C. reticulata et son éloignement de ponkan (C. poonensis) 8% de pamplemoussier, de la clémentine haploïde (C. clementina) 11%, des tangors représentés par Murcott 15% et de la clémentine diploïde 21% (le cultivar employé est Clementina de Nules = Clemenules AVIA022). Les auteurs notent un forte hétérozygotie nucléotidique et des cartes génotypiques des mandarines traditionnelles (Feuille de saule, Ponkan, Huanglingmiao) comme des récentes (Clémentines, Murcott) qui présentent toutes des introgressions de pamplemoussier.

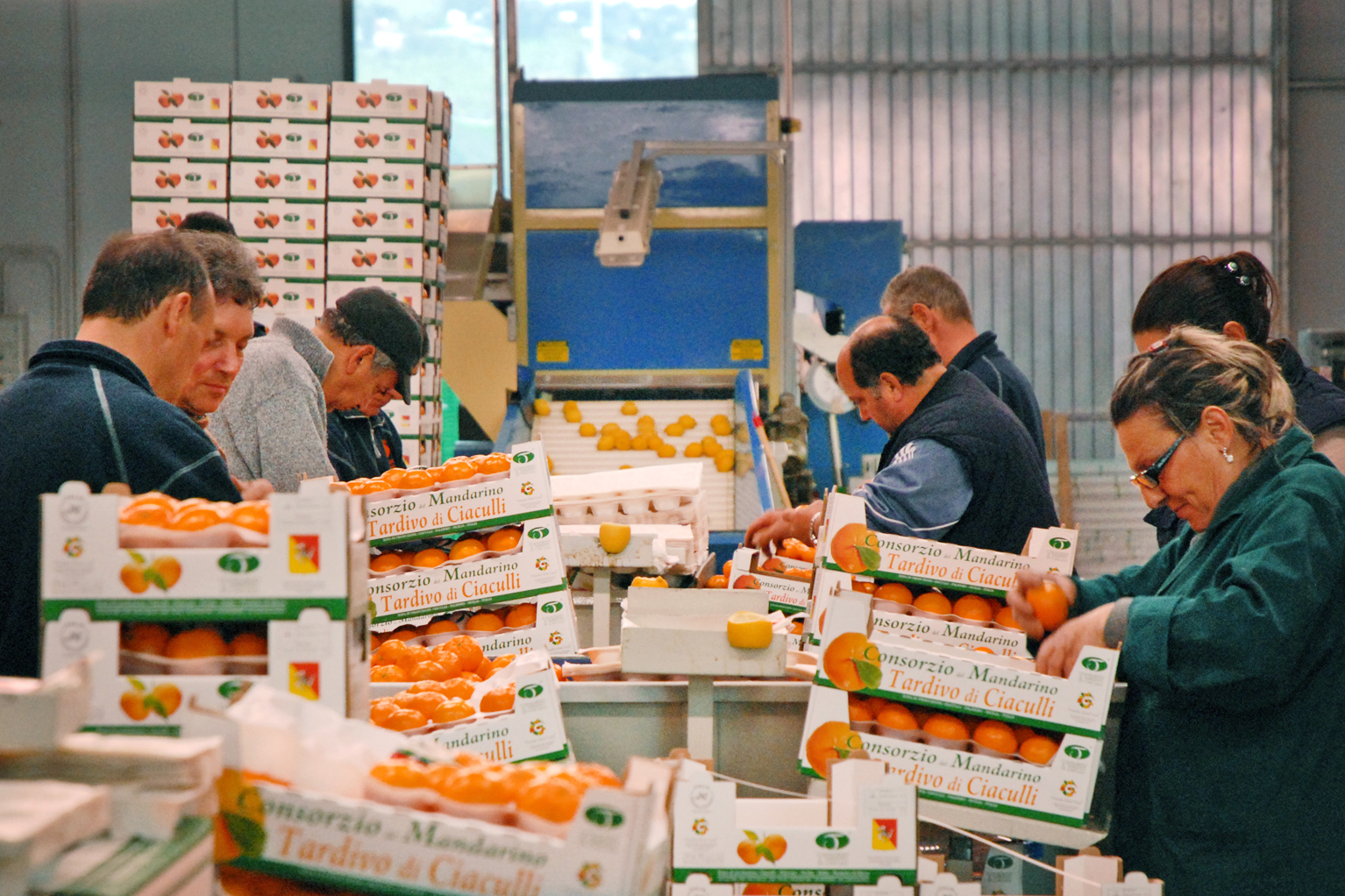
Emballage des Tardives de Ciaculli à Palerme

### Cultivars référencés
Chez Tanaka Avana est classée C. deliciosa Ten.. Avana existe comme Avana apireno (Sicile, région de Catane, serait apparue en 1810 et découverte à Avana dans la région de Picanello en 1962), Avana Tardivo di Ciaculli (Tardive de Ciaculli).
L'INRAE classe C. deliciosa les cultivars Mandarine Clemendor, Mandarine de Chios, Emperor, Empress, Late Emperor, Michal, Montenegrina, Natal Tightskin, Peau lisse, Thightskin, Willowleaf et Mandarine de Chios (SRA 598).
Setubalense est une sélection portugaise cultivée sur le continent et à Madère est parfois classé C. deliciosa parfois C. reticulata. Les fruits récoltés à Madère ont une HE au parfum piquant qui est du à des métabolites secondaires qui ont été analysés.

### Descendance

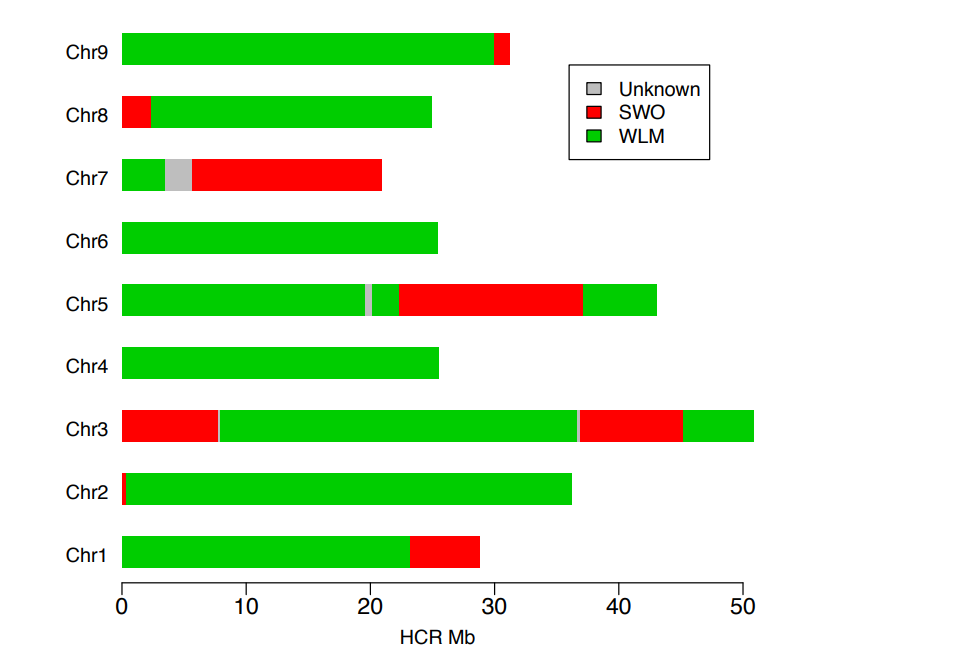
Les 9 chromosomes de la clémentine avec la contribution de l'orange douce (en rouge) et de la mandarine à feuille de saule (en vert)

#### Génitrice des clémentines
Latif G. Samaan (1982) avait proposé que le parent femelle de Clémentine était très probablement la mandarine Baladi, synonyme de mandarine méditerranéenne ou à feuilles de saule en Égypte. G. Albert Wu et al. (2015) écrivent «Sur la base de la correspondance entre l'ADN de la Clémentine et de la mandarine à feuille de saule, nous concluons que cette dernière est le parent féminin de la clémentine, le parent pollinisateur étant sur la base d'une analyse sérologique l'orange douce».

#### Tangors
- Kinnow: 'King' (C. nobilis) × 'Willow Leaf' (C. deliciosa)[32],
- Encore: 'King' (C. nobilis) × 'Willow Leaf' (C. deliciosa) obtention en 1985 par H.B. Frost.,
- Mandalate C. reticulata x C. deliciosa[33],
- 'H56' et 'A68'. Ces tangors ont une HE quasiment sans γ-terpinène (0,1%)[34].

#### Autres hybrides
- Amoa 8 (petit fruit à pulpe sanguine foncée est un tangor C. sinensis cv. 'Moro' x C. deliciosa cv. 'Avana'[35],
- Simeto (1993 – Italie) C. unshiu 'Miho' x C. deliciosa 'Avana apireno'. Sans pépins, maturité fin novembre à  fin décembre,
- Cami (1992 – Italie) C. clementina 'Comune' x C. deliciosa 'Avana' x tangelo 'Mapo'. Maturité mi mars,
- Gold Nugget (2000 – Californie): C. deliciosa 'Willowleaf' x C. nobilis 'King' x Kincy (King x Dancy),
- Winola (1992 – Israël): triploïde spontané de Wilking (C. deliciosa 'Willowleaf' x C. nobilis 'King') x tangelo Minneola,
- Miho-Core (1994 – Japon): satsuma 'Mihowase' x Encore. Fruit jusqu'à 200 g,
- Hareyaka (1994 – Japon) Encore x ponkan C. reticulata 'Nakano 3'. Arbre très vigoureux[36],
- tangelo Allspice (1917 - Californie)  'Imperial' grapefruit x 'Willowleaf' mandarine[37],

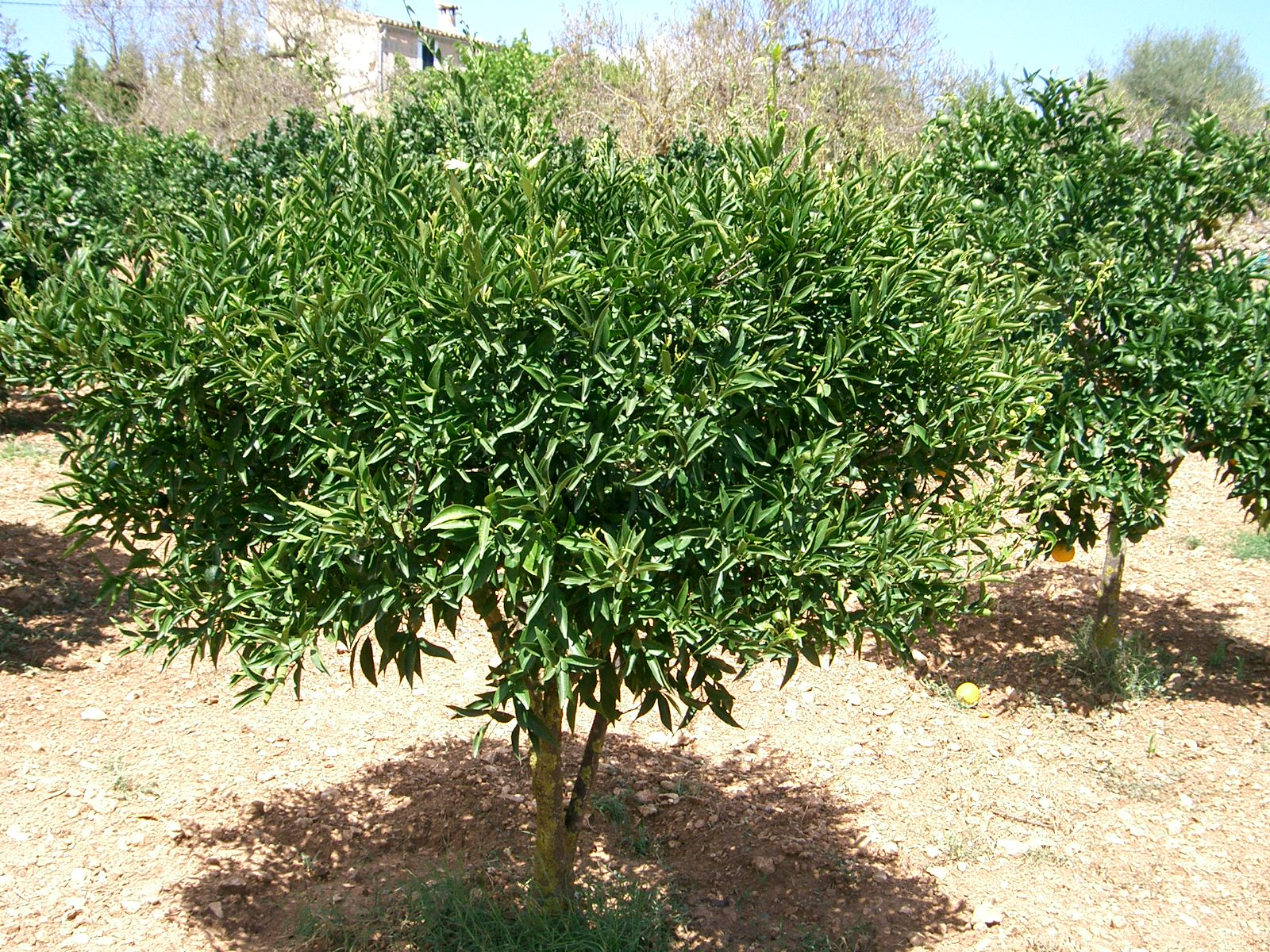
Un arbre à Majorque, avec ses feuilles lancéolées.

- tangelo'Pearl' (1940)  'Imperial' grapefruit x 'Willowleaf' mandarine[38].

### Description
Jean-Claude Beton décrit les mandariniers comme le groupe de Citrus cultivé avec le plus grand nombre de variétés, car ils s'adaptent à des climats variés, moins sensibles au froid que l'oranger et avec des petits fruits qui supportent des températures élevées. Les fruits sont eux aussi de formes variées dans l'ensemble aplatis au sommet ont une peau vivement colorée d'oranger-rouge saturé. Ils sont faciles à peler. 
L'arbre généralement petit peut atteindre 8 m de hauteur, vigoureux et dense, souvent épineux. Les feuilles de tailles variables sont allongées, pointues, d'un vert brillant, avec un pétiole légèrement ailé. 
Les fleurs blanches sont petites, groupées à solitaires sur les inflorescences sans feuille, fortement parfumées. 

## Huile essentielle

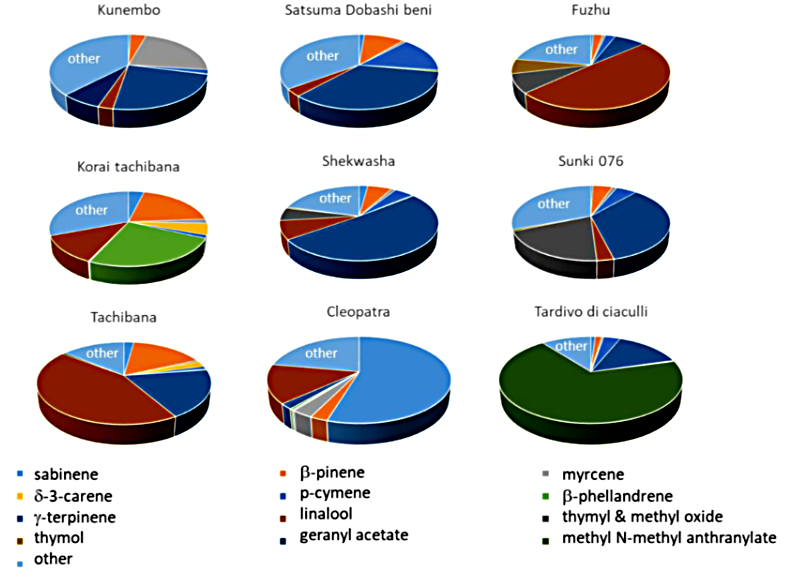
Parmi les 12 composés principaux des HE de feuille de mandarines, le N-méthylanthranilate de méthyle est largement dominant chez C deliciosa Tardive de Ciaculli.

Les HE du fruit varient en fonction de la maturité (stades immature, intermédiaire et mûr), le stade intermédiaire a la potentiel antioxydant le plus élevé. Selon les travaux brésiliens (2023) l'hydrodistillation donne une HE plus complexe que la scarification dont le rendement est meilleur. Les principaux composés sont toujours le limonène (66 à 71 %) et le γ-terpinène (12 à 18 %). Mesuré dans l'HE de la mandarine méditerranéenne Cai du Brésil la teneur en limonène est inférieures aux autres mandarines (Sawamura, 2011). Comme chez la feuille, le  N-méthylanthranilate de méthyle est le principal responsable du parfum des mandarines méditerranéennes, il est le moins présent dans le fruit vert. P-Cymène affecte le parfum des fruits en décomposition.
Le petit-grain a pour composé dominant le N-méthylanthranilate de méthyle (75,1 % arome typique des feuilles de mandarinier et de certains jasmins) et le γ-terpinène (13,8 %) et le limonène (7 %)  qui le distingue des HE de Ponkan, Murcott où prédominent le linalol et le terpinène-4-ol. La méthode d'extraction influence la composition de l'extrait, la teneur en N-méthylanthranilate de méthyle augmente à basse pression.